# Vepvovet
Vepvovet (v egyptštině „Otvírač cest“, řecky Οφοις – Ophois, resp. Ofois) je staroegyptský bůh bojovného i ochranného charakteru spojovaný s královskou mocí. Je doložen již od počátku historické doby: standarta s jeho podobou jako psovité šelmy (pravděpodobně šakala, divokého psa nebo jejich křížence) je nesena například na Narmerově paletě v čele královského průvodu. Vystupuje v roli panovníkova ochránce, průzkumníka, herolda a posla jeho moci. Bývá zdůrazňována jeho vazba na Horní Egypt; v takovém případě jeho dolnoegyptskou protiváhu tvoří posvátný býk Hapi a později Anup. Sídlem jeho kultu bylo město Asyut (hlavní město 13. nomu Horního Egypta). Také je spjat s Abydosem, hlavně místem jménem Šen-Her (šn-ḥr). V Asyutu jsou také známy stély z hrobky Salachana, které Vepvoveta uctívají.

Oproti Anupovi, který je častěji zobrazován jako šakal sedící, je Vepvovet častěji zobrazován vestoje na všech čtyřech svých nohou jako šakal. Jeho standarta je často zdobena jistým objektem zvaným šedšed (v egyptštině šdšd). Je možné, že onen objekt zobrazuje placentu (Vepvovet, jako Otevírač cest, měl také otevírat ženské lůno při porodu). 

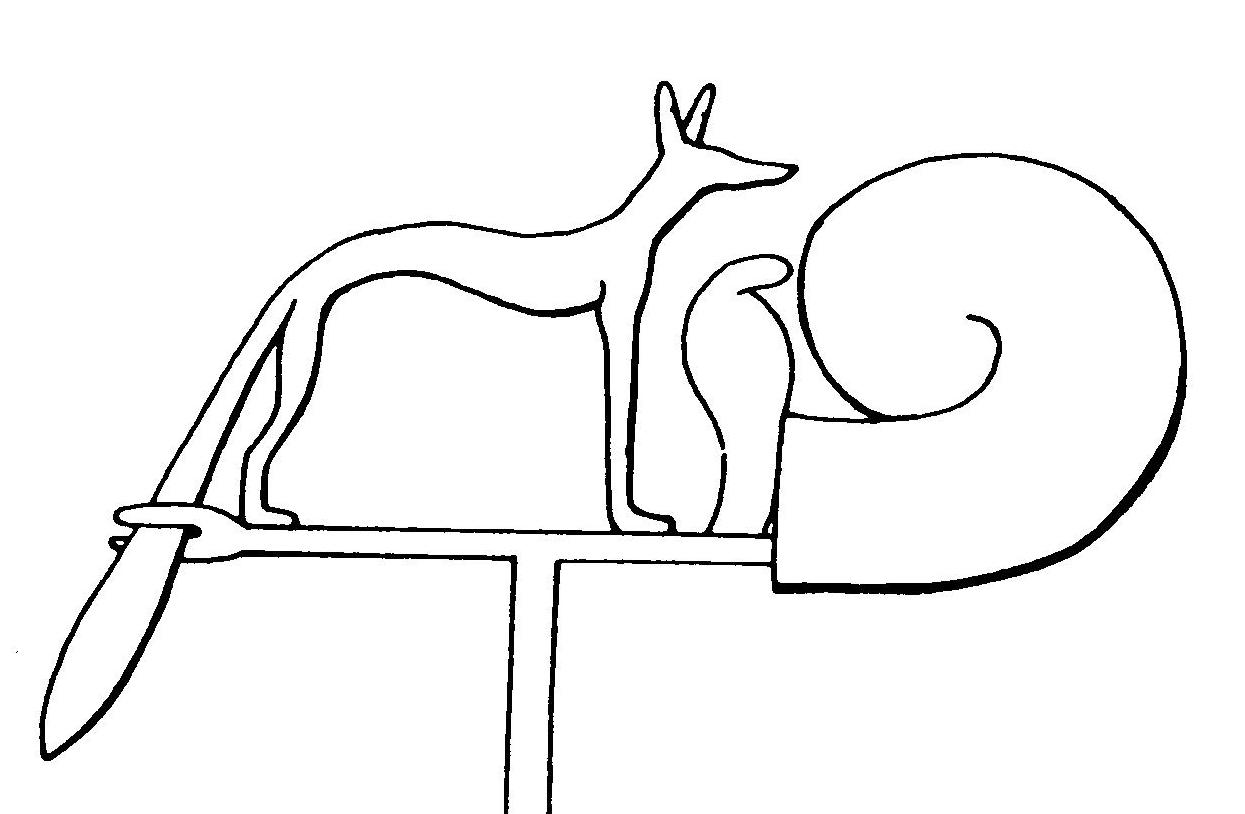
Standarta s podobou boha Vepvoveta (stočený objekt před ním na standartě je tzv. šedšed)
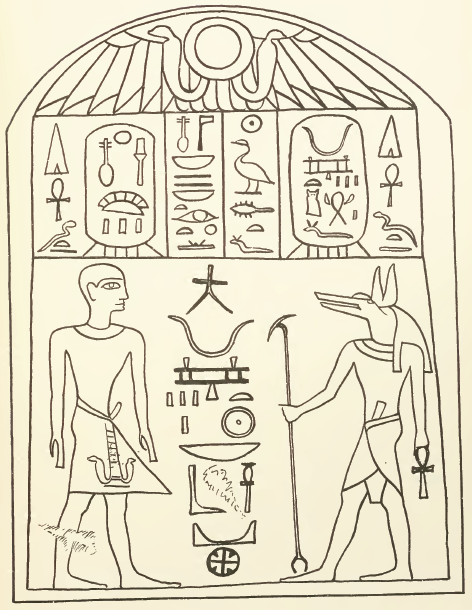
Stéla faraona Vepvovetemsefa, prvního faraona dynastie z Abydosu ve 2. přechodném období
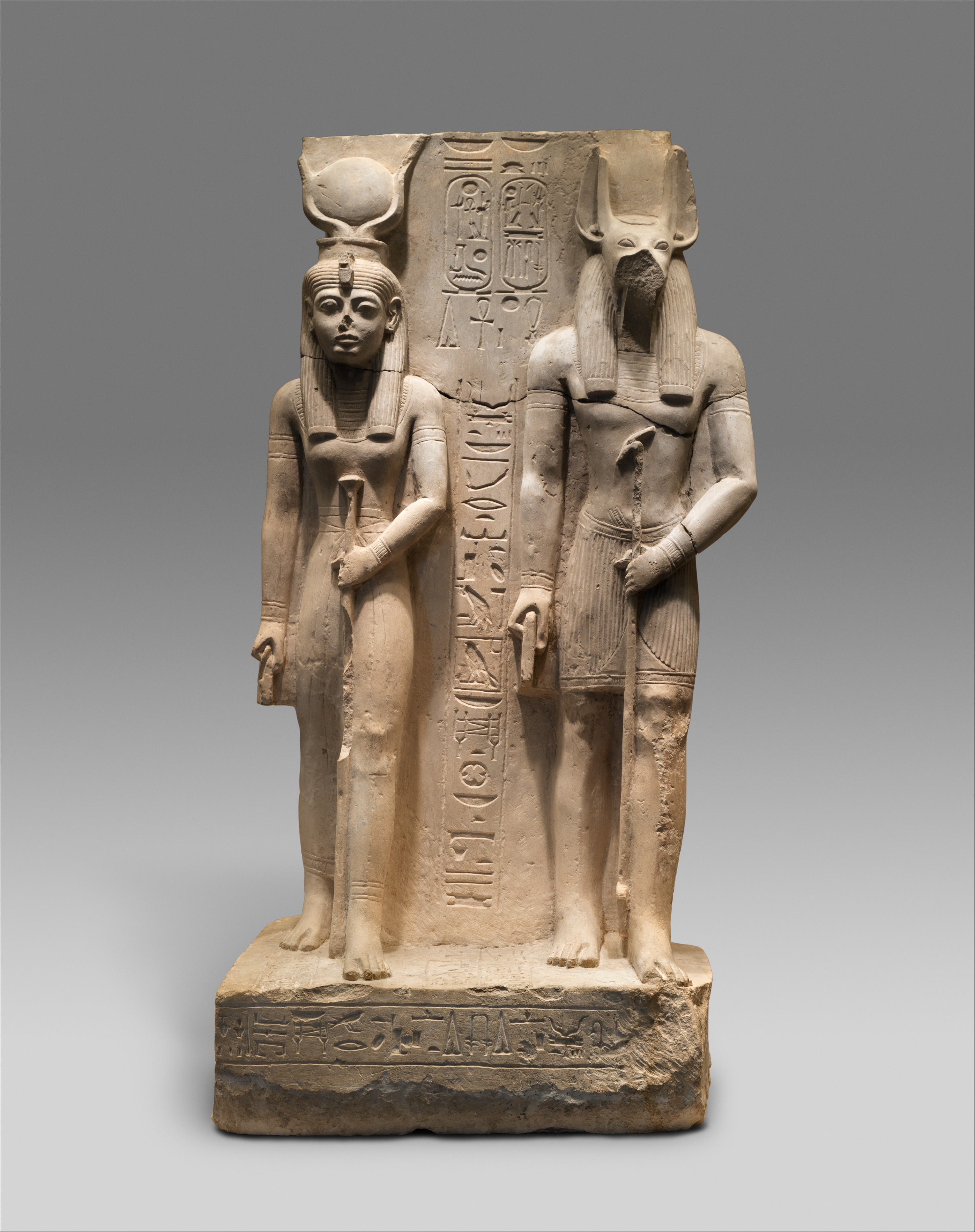
Eset a Vepvovet, na soše je jméno Siese, vrchního dozorce sýpky za vlády Ramesse II.